# Stefania riveroi
Stefania riveroi (tên tiếng Anh: Rana Stefania De Rivero) là một loài ếch trong họ Hemiphractidae.
Nó được tìm thấy ở Venezuela và có thể cả Guyana.
Các môi trường sống tự nhiên của chúng là các khu rừng vùng núi ẩm nhiệt đới hoặc cận nhiệt đới, vùng cây bụi nhiệt đới hoặc cận nhiệt đới vùng đất cao, sông, và vùng nhiều đá.